# In My Pocket
"In My Pocket" é o primeiro single do terceiro álbum autointitulado da cantora estadunidense Mandy Moore. Foi lançado em 29 de maio de 2001, pela Epic Records. 

## Sobre a Canção
"In My Pocket" é um dance-pop, com batida de R&B, com um som do Oriente Médio; a música é notavelmente mais madura do que tudo o que a Moore lançou anteriormente, e foi uma abordagem totalmente diferente para ela como artista na época. A música ajudou Mandy a ter uma imagem e um som mais únicos, quebrando o estereotipo de princesa do pop.

## Videoclipe
Foi dirigido por Matthew Rolston, e se passa em uma boate com um ar do Oriente Médio para condizer com o som da canção. No vídeo ela está sentada em um trono assistindo passos de dança, quase como se fosse uma rainha. Em outras cenas ela flerta com um dos dançarinos. Diferente dos seus videoclipes anteriores, neste Mandy aparece mais sexy e confiante, ajudando a quebrar sua imagem de princesa do pop.
O videoclipe estreou na MTV em 6 de agosto de 2001, e alcançou a 2ª posição no TRL, permanecendo por várias semanas na parada. Em novembro de 2009, a clipe foi postado na conta doe Moore no Vevo. 

## Singles
Austrália CD single
1. "In My Pocket" (album version)
2. "I Wanna Be With You" (live on MTV)
3. "In My Pocket" (Hex Hector main 7" mix)
4. "In My Pocket" (Thunderpuss club mix)

Europa maxi CD single
1. "In My Pocket" (Album Version)
2. "In My Pocket" (Brandnew Radio Mix)
3. "In My Pocket" (Hex Hector Main 7" Mix)
4. "In My Pocket" (Thunderpuss Club Mix)

Estados Unidos 12", promocional
1. "In My Pocket" (Album Version)
2. "In My Pocket" (Instrumental)
3. "In My Pocket" (A Cappella)

Estados Unidos remixes vinyl
1. "In My Pocket" (Thunderpuss Club Mix)
2. "In My Pocket" (Hex Hector 7" Mix)
3. "In My Pocket" (Soul Solution Dance Radio Mix)
4. "In My Pocket" (Hex Hector/Dezrok Club Mix)

Brasil remixes, promocional
1. "In My Pocket" (Album Version)
2. "In My Pocket" (Hex Main 7" Mix)
3. "In My Pocket" (Hex Main 7" Mix) (Guitar-A-Pella)
4. "In My Pocket" (Thunderpuss Club Mix)
5. "In My Pocket" (Thunderpuss Club Mix) (Vox Up)
6. "In My Pocket" (Thunderpuss Tribe-A-Pella)
7. "In My Pocket" (Thunderdub)
8. "In My Pocket" (Thunderpuss Radio Mix)
9. "In My Pocket" (Soul Solution Uptempo Radio Mix)
10. "In My Pocket" (Soul Solution Extended Club Mix)
11. "In My Pocket" (Soul Solution Dance Up Mix)
12. "In My Pocket" (Soul Solution Pop R&B Mix)

## Desempenho nas Paradas
"In My Pocket" entrou instantaneamente no top 30 na Austrália e Nova Zelândia. Nos Estados Unidos, se tinha muita expectativa com o single, porém teve pouco sucesso, deixando de entrar na Billboard Hot 100. No entanto, estreou em segundo lugar na Bubbling Under Hot 100 Singles (equivalente ao 102º lugar), em 12 de junho de 2001. A música também alcançou o 20º lugar na Billboard Pop 100, onde ficou por nove semanas.
A música teve um desempenho melhor em outros países como Armênia, onde chegou na 8ª posição em maio, na Austrália, onde chegou a 11ª posição e recebeu uma certificação de ouro. 
| Paradas(2001)                  | Posição |
| ------------------------------ | ------- |
| ARIA Singles Chart             | 11      |
| RIANZ                          | 26      |
| Armenia Singles Chart          | 6       |
| Bubbling Under Hot 100 Singles | 102     |
| Mainstream Top 40              | 21      |
| Top 40 Tracks                  | 37      |

## Certificação
| País             | Certificação | Vendas  |
| ---------------- | ------------ | ------- |
| Austrália (ARIA) | Ouro         | 35,000^ |